# Акулин, Николай Иванович
Николай Иванович Акулин (27 апреля 1909, Барановка, Саратовская губерния — 25 января 1991) — советский военачальник, участник Великой Отечественной войны, кавалер Ордена Ленина, генерал-майор авиации.

## Биография
Николай Иванович родился 27 апреля 1909 года в селе Барановка Вольского уезда. В Красной армии состоял с января 1929 г. Являлся Членом ВКП(б) с 1931 года. Социальное положение и происхождение — рабочий из крестьян.

### Образование
- Барановская сельская школа — 7 классов;
- Вольская объединённая военная школа летчиков и авиамехаников (Вольск, 1929);
- 3-я военная школа летчиков и летнабов (Оренбург, 1931);
- Школа высшего пилотажа и воздушной стрельбы (Одесса, 1937);
- Курсы усовершенствования командиров и начальников штабов при Краснознаменной Военно-воздушной академии (Монино, 1947);
- авиационный факультет Высшей военной академии им. К. Е. Ворошилова (Москва, 1955).

### Довоенная биография
Окончил 7 классов сельской школы. В январе 1929 года поступил в Объединённую военную школу летчиков и авиамехаников в городе Вольск. С ноября 1929 года обучался в 3-й военной школе летчиков и летнабов в Оренбурге. По окончании школы направлен младшим летчиком в 7-ю отдельную истребительную авиационную эскадрилью в г. Витебск Белорусского военного округа. Позже стал командиром звена. В июне 1933 г. переведен на ту же должность в 106-ю авиационную эскадрилью, базировавшуюся в Смоленске. В марте 1936 года назначен командиром 17-й истребительной авиационной эскадрильи в Бобруйске. В марте 1937 г. откомандирован в Школу высшего пилотажа и воздушной стрельбы в Одессе, после окончания которой в августе 1937 г. направлен инспектором по технике пилотирования в 142-ю истребительную авиационную бригаду Белорусского Особого военного округа. С июля 1938 г. — на той же должности в 56-й истребительной авиационной бригаде. В феврале 1940 года капитан Акулин назначен на должность командира 33-го истребительного авиационного полка ВВС
Белорусского Особого военного округа в г. Пружаны.

### Во время Великой Отечественной войны
Начало Великой Отечественной войны встретил в той же должности — командир 33-го истребительного авиационного полка на аэродроме в г. Пружаны. С началом формирования в конце июня 1941 г. 6-го истребительного авиационного корпуса ПВО полк вошел в его состав. Полк прикрывал Москву от нападения воздушного противника. 22 июля 1941 года полк в составе корпуса участвовал в отражении массированного налета авиации противника на столицу. Полк под командованием Акулина принимал участие:
- в Битве за Москву,
- в составе 10-й смешанной авиационной дивизии Западного фронта осуществлял прикрытие войск фронта в ходе оборонительных боев под Москвой
- в составе 142-й истребительной авиационной дивизии ПВО — военно-промышленных объектов города Горький,
- на Северо-Западном фронте участвовал в Демянской наступательной операции;
- в составе 106-й истребительной авиационной дивизии ПВО прикрывал военные объекты в районе ст. Бологое.

За время командования подполковником Акулиным 33-м истребительным авиаполком было произведено 4007 самолёто-вылетов; в воздушных боях и при штурмовках аэродромов уничтожено 95 вражеских самолётов.
В ноябре 1942 года назначен старшим инспектором-летчиком по воздушному бою Управления истребительной авиации Главного управления боевой подготовки фронтовой авиации. С июня 1943 года — заместитель командира по летной части 126-й авиационной дивизии, прикрывающей нефтепромыслы и промышленные объекты г. Грозный. В период с 19 августа по 7 сентября 1943 г. временно командовал этой дивизией. В апреле 1944 года назначен на должность командира 127-й истребительной авиационной дивизии ПВО, осуществлявшей прикрытие от налетов вражеской авиации объектов Донбасса. В августе 1944 года переведен командиром 126-й истребительной авиационной дивизии ПВО, прикрывавшей г. Днепропетровск и Запорожье, а в январе — феврале 1945 г. выполнявшую особую государственную задачу по обеспечению Крымской конференции глав трех держав — СССР, США и Великобритании. Всего за годы войны Акулин лично выполнил 78 боевых вылетов.

### После войны
После войны полковник Акулин продолжал командовать 126-й истребительной авиационной дивизией ПВО, передислоцировал её в г. Батуми. В сентябре 1946 г. обучался на Курсах усовершенствования командиров и начальников штабов авиадивизий при Военной академии командного и штурманского состава ВВС Красной армии.
- С мая 1947 г. находился в распоряжении командующего артиллерией ВС СССР
- В сентябре 1947 года назначен командиром 144-й истребительной авиационной дивизии ПВО в составе 19-й воздушной истребительной армии ПВО.
- С августа 1948 г. — заместитель командира 3-го истребительного авиационного корпуса ПВО (с февраля 1949 года — 13-го истребительного авиационного корпуса ПВО);
- В апреле 1950 г. — начальник Краснознаменного учебного центра слепой, ночной подготовки и боевого применения истребительной авиации Войск ПВО страны (Саваслейка).
- С июля 1951 г. — помощник командующего 25-й воздушной истребительной армии ПВО,
- С декабря — уполномоченный Военного министерства СССР по организации воздушной обороны государственных границ в Румынии.
- В январе 1954 г. направлен на учёбу в Высшую военную академию им. К. Е. Ворошилова.
- После завершения учёбы в ноябре 1955 г. направлен заместителем начальника штаба Войск ПВО страны по боевому управлению — дежурным генералом ЦКП.
- В июле 1962 г. уволен в запас.

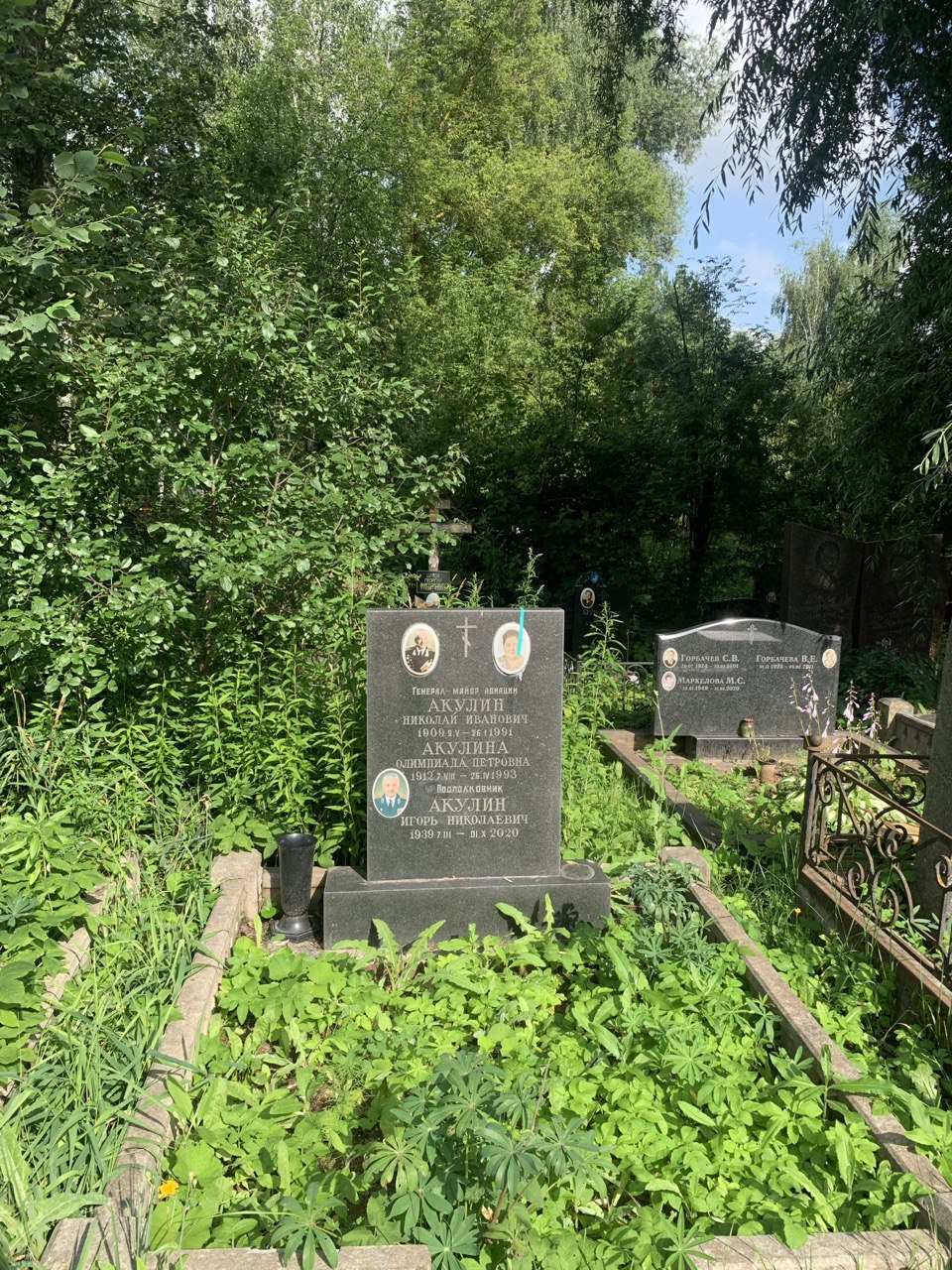
Могила

Умер 26 января 1991 года. Похоронен на Митинском кладбище. 

## Звания
- Генерал-майор авиации (11.5.1949).

## Награды
- Орден Ленина (30.04.1954)[3]
- Орден Красного Знамени (02.11.1941)[4]
- Орден Красного Знамени (20.06.1949)[3]
- Орден Отечественной войны 1-й степени (18.11.1944 г.)
- Орден Отечественной войны 1-й степени (24.02.1945 г.)
- Орден Отечественной войны 1-й степени (06.04.1985 г.)
- Орден Красной Звезды (03.11.1944)[3]
- Медаль «За Оборону Москвы» (05.12.1944 г.);
- Медаль «За оборону Кавказа» (24.04.1945 г.);
- Медаль «За победу над Германией в Великой Отечественной войне 1941—1945 гг.» (02.08.1945 г.)
- медали